# Proteste in Brasile del 2013
Le proteste avvenute in Brasile nel 2013 sono state iniziate dal Movimento Passe Livre, un ente locale che reclamava la gratuita dei trasporti pubblici.
Inizialmente le dimostrazioni sono state organizzate per protestare contro gli aumenti dei prezzi di autobus, treni e metropolitane in alcune città brasiliane, ma si sono aggiunti temi quali la brutalità della polizia usata contro alcuni manifestanti. Verso metà giugno il movimento era cresciuto fino a diventare la più grande manifestazione avvenuta in Brasile dopo le proteste del 1992 contro l'allora presidente Fernando Collor de Mello. Come in altre recenti proteste di massa avvenute altrove, i social media hanno svolto un ruolo importante nell'organizzazione delle proteste pubbliche e nel mantenere i manifestanti in contatto tra loro.